# Alice at the Palace
Alice at the Palace ist ein US-amerikanischer Fernsehfilm zu Lewis Carrolls Werken Alice im Wunderland und Alice hinter den Spiegeln. Der Film lief in den Vereinigten Staaten das erste Mal am 16. Januar 1982 und wurde im selben Jahr für drei Emmys nominiert: Joseph Papp für die Kategorie Produktion, Theoni V. Aldredge für die Kategorie Kostümdesigner und Ralph Holmes für die Kategorie Lichtplaner. Die Handlung basiert auf der gefeierten New-York-Shakespeare-Festival-Produktion von Papp und erzählt die klassische Handlung der Alice-Geschichte.